# St. Margareta (Röfingen)

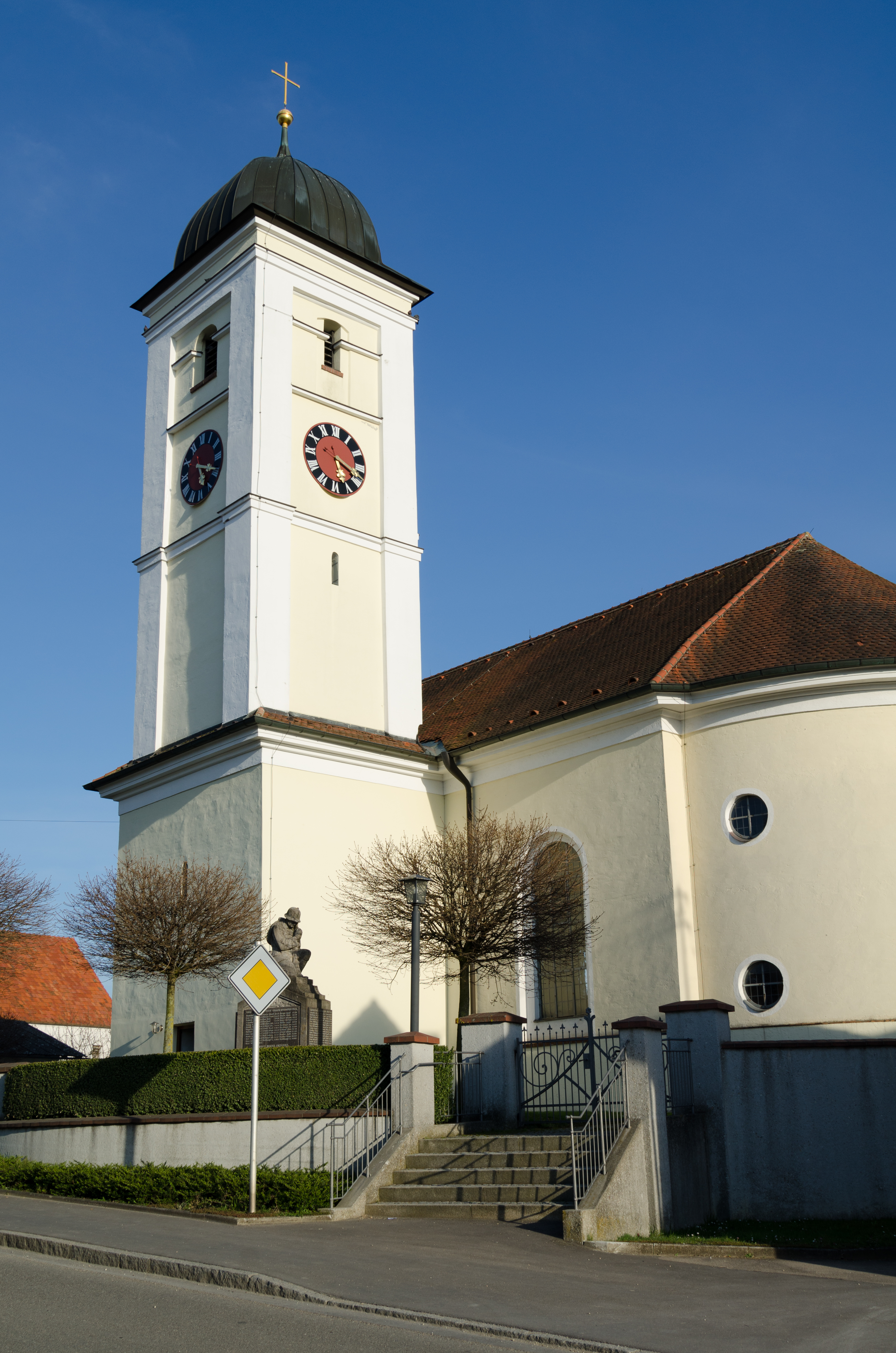
St. Margareta in Röfingen

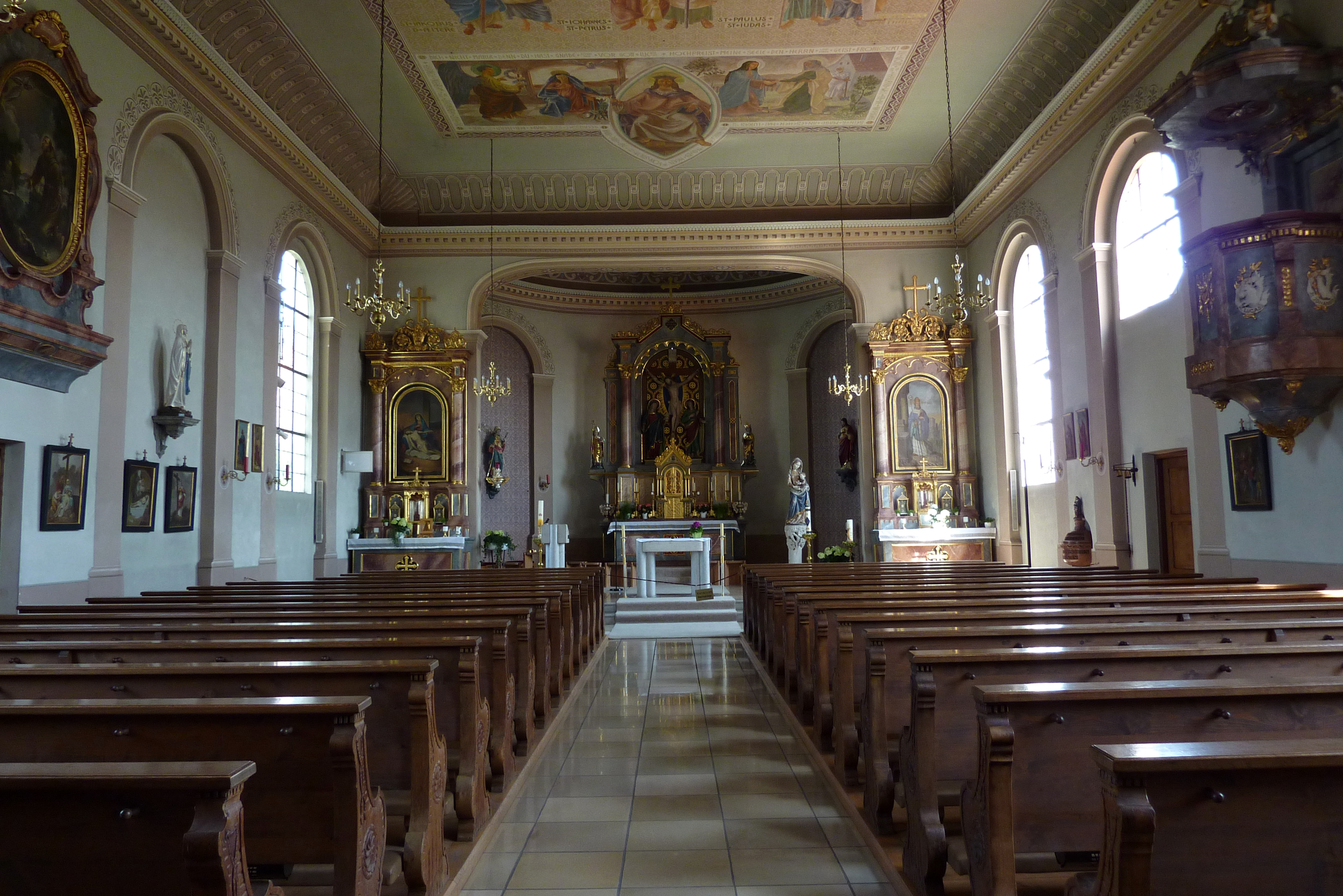
Innenraum

Die römisch-katholische Pfarrkirche St. Margareta steht in Röfingen, einer Gemeinde im schwäbischen Landkreis Günzburg in Bayern. Das Bauwerk ist in der Liste der Baudenkmäler in Röfingen als Baudenkmal unter der Nr. D-7-74-178-1 eingetragen. Die Pfarrei gehört zum Dekanat Günzburg des Bistums Augsburg.

## Beschreibung
Die spätklassizistische Saalkirche wurde 1823 nach einem Entwurf von Johann Michael Voit erbaut. Sie besteht aus einem Langhaus, das 1932 nach Westen durch Michael Kurz verlängert wurde. Die eingezogenen, halbrunden Apsiden stehen an den Schmalseiten im Osten und Westen. An der Nordwand des Langhauses steht der Kirchturm auf quadratischem Grundriss, dessen untere Geschosse im Kern spätgotisch sind. Er wurde mit zwei Geschossen aufgestockt, das obere beherbergt die Turmuhr und den Glockenstuhl, und mit einer Glockenhaube bedeckt. Der Innenraum des Langhauses ist mit einer Decke mit Hohlkehle überspannt. Der Hochaltar wird von den Statuen des Dionysius von Paris und der Margareta von Antiochia flankiert.